# Challenger de Alessandria
El  Alessandria Challenger  es un torneo de tenis celebrado en Alessandria, Italia desde el año 2008. El evento forma parte del ATP Challenger Tour y se juega en canchas de tierra batida.

## Finales anteriores

### Individuales
| Año  | Campeón       | Finalista        | Resultado           |
| ---- | ------------- | ---------------- | ------------------- |
| 2011 | Pablo Carreño | Roberto Bautista | 3–6, 6–3, 7–5       |
| 2010 | Björn Phau    | Carlos Berlocq   | 7–6(6), 2–6, 6–2    |
| 2009 | Blaž Kavčič   | Jesse Levine     | 7–5, 6–3            |
| 2008 | Paolo Lorenzi | Simone Vagnozzi  | 4–6, 7–6(5), 7–6(4) |

### Dobles
| Año  | Campeón                                            | Finalista                              | Resultado           |
| ---- | -------------------------------------------------- | -------------------------------------- | ------------------- |
| 2011 | Martin Fischer Philipp Oswald                      | Jeff Coetzee Andreas Siljeström        | 6–7(5), 7–5, [10–6] |
| 2010 | Ivan Dodig Lovro Zovko                             | Marco Crugnola Daniel Muñoz de la Nava | 6–3, 6–4            |
| 2009 | Rubén Ramírez Hidalgo José Antonio Sánchez de Luna | Martín Alund Guillermo Hormazábal      | 6–4, 6–2            |
| 2008 | Flavio Cipolla Simone Vagnozzi                     | Matwé Middelkoop Melle van Gemerden    | 3–6, 6–1, [10–4]    |